# وولان احمدی
وولان احمدی (آلبانیایی: Valon Ahmedi؛ زادهٔ ۷ اکتبر ۱۹۹۴) بازیکن فوتبال اهل آلبانی است.
از باشگاه‌هایی که در آن بازی کرده‌است می‌توان به باشگاه فوتبال شاختیور سالیهورسک، باشگاه فوتبال اشکندیا، باشگاه فوتبال اینتر زاپرشیچ، باشگاه فوتبال ماریبور، و باشگاه فوتبال هاپوئل ایرونی کریات‌شمونا اشاره کرد.
وی همچنین در تیم‌های ملی فوتبال زیر ۲۱ سال آلبانی، و آلبانی بازی کرده‌است.